# Astiphromma longiceps
Astiphromma longiceps är en stekelart som först beskrevs av Gabriel Strobl 1904.  Astiphromma longiceps ingår i släktet Astiphromma och familjen brokparasitsteklar. Arten är reproducerande i Sverige. Inga underarter finns listade.